# Roberto Brasero Hidalgo
Roberto Brasero Hidalgo  (Talavera de la Reina, província de Toledo, 31 de març de 1971) és un periodista i presentador del temps. En l'actualitat treballa com a presentador de la previsió meteorològica a Antena 3.
Va passar gran part de la seva infància a Talavera. Es va llicenciar en periodisme per la Universitat Complutense de Madrid. Encara que es va llicenciar en periodisme, a Roberto sempre el va apassionar la meteorologia. En 1998 va començar a Telemadrid com a redactor a l'informatiu Telenoticias i no seria fins a l'any 2000 quan va fer el salt a presentador del temps on va aconseguir la popularitat pel seu estil de donar el temps d'una manera diferent.
En 2005 va fitxar per Antena 3 per a presentar la previsió meteorològica i fer-se responsable del departament de meteorologia d'Antena 3, on des de llavors segueix en l'espai El Ti3mpo i ho compagina amb el seu bloc orientat a fenòmens meteorològics dit Las historias del Brasero.
Des de 2008 també s'ocupa de la predicció meteorològica a Onda Cero. Va rebre l'Antena de Oro 2016. Des d'abril de 2018 col·laborà en el programa de televisió de LaSexta Liarla Pardo.

## Obres
- La influencia silenciosa. Cómo el clima ha condicionado la historia Editorial Planeta, 2017 ISBN 978-8467050165